# Епархия Диебугу
Епархия Диебугу (лат. Dioecesis Diebuguensis) — епархия Римско-Католической Церкви с центром в городе Диебугу, Буркина-Фасо. Епархия Диебугу входит в митрополию Бобо-Диуласо.

## История
18 октября 1968 года Римский папа Павел VI издал буллу Evangelicae voces, которой учредил епархию Диебугу, выделив её из архиепархии Бобо-Диуласо. 5 декабря 2000 года епархия Диебугу вошла в церковную провинцию Бобо-Диуласо.
30 ноября 2011 года из епархии была выведена новая епархия Гавы.

## Ординарии епархии
- епископ Jean-Baptiste Somé (18.10.1968 — 3.04.2006);
- епископ Raphaël Dabiré Kusiélé (3.04.2006 — по настоящее время).

## Источник
- Annuario Pontificio, Ватикан, 2007
- Булла Evangelicae voces  (лат.)